# Gmina Ostren
Gmina Ostren (alb. Komuna Ostren) – gmina  położona w środkowej części Albanii. Administracyjnie należy do okręgu Bulqiza w obwodzie Dibra. W 2011 roku populacja gminy wynosiła 3034 w tym 1477 kobiet oraz 1557 mężczyzn, z czego Albańczycy stanowili 98,35% mieszkańców.
W skład gminy wchodzi trzynaście miejscowości: Ostren i Madh, Ostren i Vogël, Okshtun i Madh, Okshtun i Vogël, Radovesh, Kojavec, Lejcan, Oreshnjë, Tucep, Orzhanovë, Lladomericë, Pasinkë, Tërbaçi.